# مورک (سوریه)
مورک (به عربی: مورک) شهری در سوریه است که در ناحیه صوران در منطقه مرکزی حماه واقع شده‌است. طبق گزارش اداره مرکزی آمار سوریه (CBS)، مورک در سرشماری سال ۲۰۰۴، ۱۴٬۳۰۷ نفر جمعیت داشته‌است.
مورک مرکز تولید پسته کشور است. بزرگراه M5 که حمات را با حلب متصل می‌کند، از مورک می‌گذرد.
در سال ۱۸۳۸ مشخص شد که ساکنان آن عمدتاً مسلمانان سنی هستند.
در طول جنگ داخلی سوریه، این شهر محل نبرد مورک بود. تا سال ۲۰۱۸ این منطقه تحت کنترل هیئت تحریر شام قرار داشت و پس‌از آن از مناطق تحت کنترل شورشیان به مناطق تحت کنترل دولت سوریه تبدیل شد. در ۱۲ اوت ۲۰۱۸، نیروی زمینی سوریه جهت آماده‌سازی برای حمله به سرزمین‌های تحت کنترل شورشیان در منطقه، این گذرگاه را بست.
در ۲۰ اوت، دیدبان حقوق بشر سوریه گزارش داد که گروه‌های شورشی و اسلامی از جمله گروه‌های جهادی مانند هیئت تحریر شام کاملاً از مورک در حومه شمالی حماه خارج شده‌اند.
در ۱۹ اکتبر ۲۰۲۰، نیروهای ترکیه از پایگاه خود در مورک خارج شدند.